# قسم العلوم والابتكار
قسم العلوم والابتكار (سابقاً: قسم العلوم والتكنولوجيا) هو قسم حكومة جنوب أفريقيا [الإنجليزية] المسؤول عن البحث العلمي، بما في ذلك برامج الفضاء. والوزير الحالي للقسم هو بليد نزيماندي [الإنجليزية].
ويتم في نهاية المطاف تنفيذ الكثير من أعمال الإدارة من خلال وكالات شبه مستقلة مختلفة (على الرغم من أنها لا تزال عادة هيئات حكومية) بما في ذلك:
- المؤسسة الوطنية للبحوث (جنوب أفريقيا)، التي تتلقى نسبة كبيرة من ميزانية إدارة خدمات الدعمفاضلة لتنفيذ مختلف مهام دعم البحوث، بما في ذلك دعم البنية التحتية الوطنية الرئيسية للبحوث ("مرافق البحوث الوطنية")، وإدارة منح البحث العلمي، وخطة منح الطلاب.
- مجلس البحوث العلمية والصناعية [الإنجليزية]، الذي يعمل وكالةً للبحث والتطوير شبه مخصخصة مع التركيز بشكل خاص على بحوث التطبيق على الصناعة.
- وكالة الابتكار التكنولوجي [الإنجليزية]، التي تعمل على توفير التمويل لتحويل البحوث المبتكرة إلى منتجات تجارية.
- الوكالة الوطنية الجنوب إفريقية للفضاء، التي تغطي مبادرات البحث والتطوير ذات الصلة بالفضاء.
- مجلس بحوث العلوم الإنسانية (جنوب أفريقيا)، الذي يركز أبحاثه على صحة الإنسان والمرض.